# Brückenmännchen (Dresden)

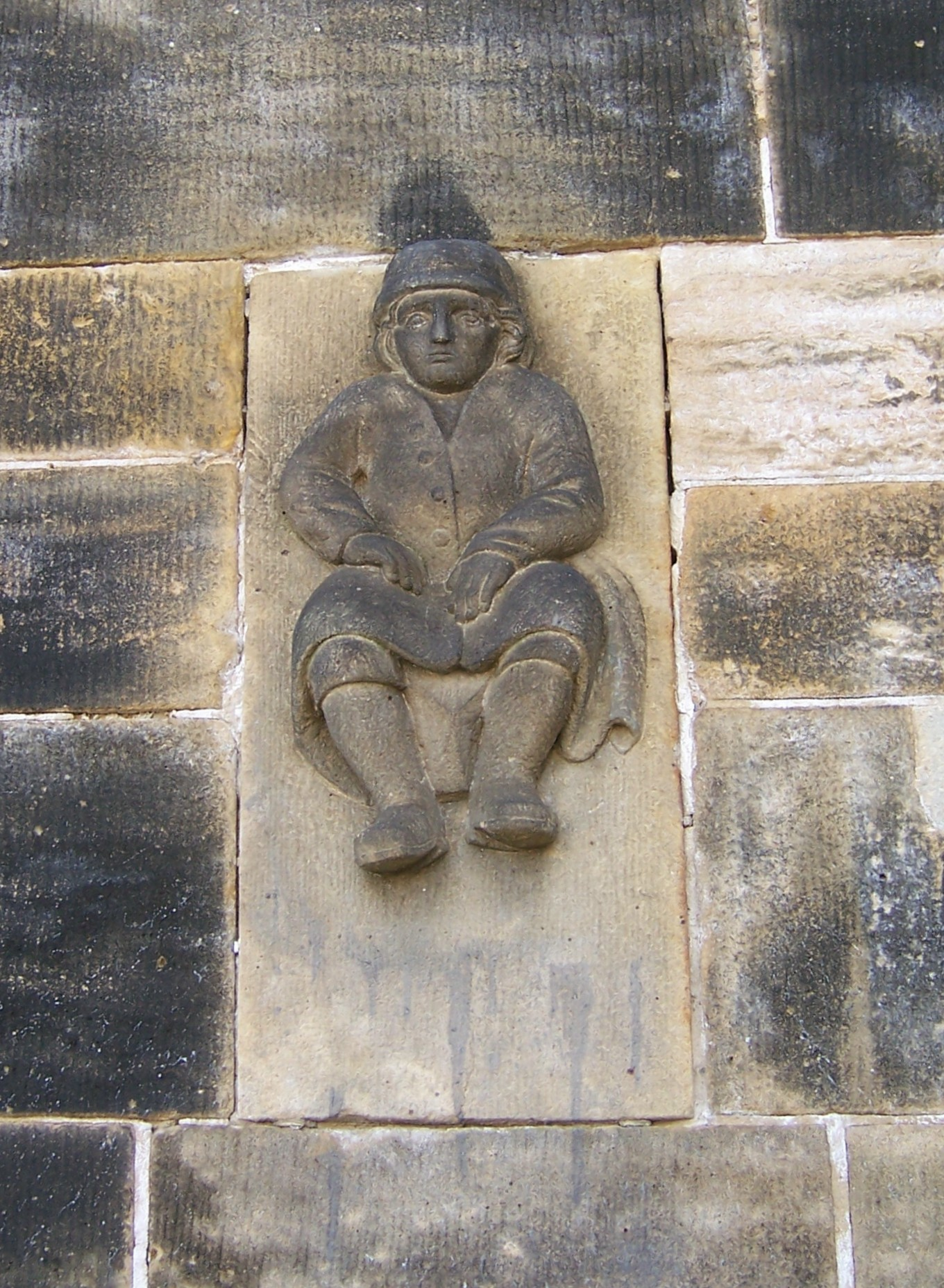
Das Dresdner Brückenmännchen

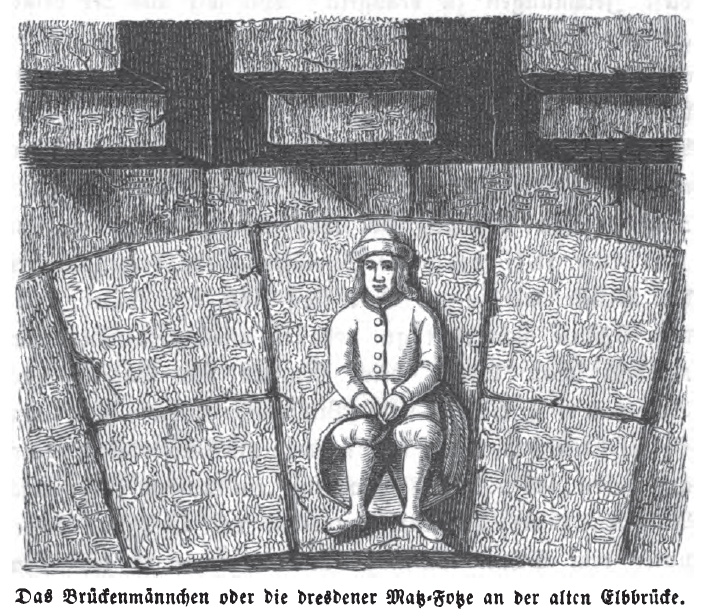
Zeichnung des ersten Brückenmännchens

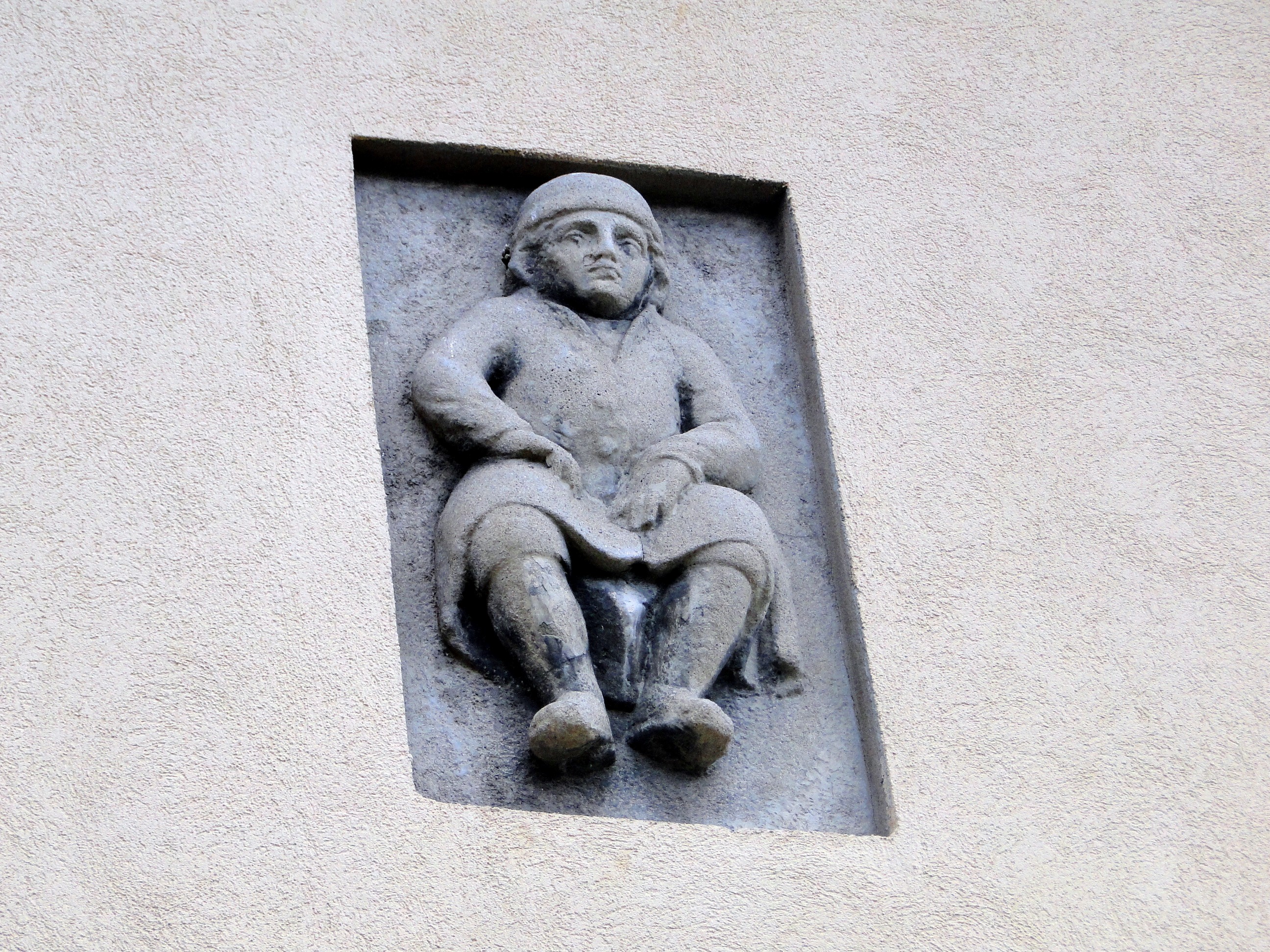
Kopie der Brückenmännchenfigur an einem Haus in Loschwitz

Das Brückenmännchen ist eine Relieffigur aus Sandstein an der Dresdner Augustusbrücke und durch seine Popularität eines der Wahrzeichen der Stadt.

## Überlieferung
Die Relieffigur aus Sandstein befindet sich am Landpfeiler auf der Altstädter Seite der Dresdner Augustusbrücke am Terrassenufer. Sie soll der Überlieferung nach den Italiener Matteo Foccio (um 1265, im Volksmund: „Matz Fotze“) darstellen, der, ebenfalls der Überlieferung nach, im 13. Jahrhundert der Baumeister der ersten steinernen Brücke in Dresden gewesen sein soll: Eine Überlieferung ist es schon deshalb, da der Bau der frühmittelalterlichen Augustusbrücke etwa einhundert Jahre vorher mit der Aufmauerung der ersten Pfeiler begann. Nachweisbar ist eine solche Figur an der Brücke erst ab dem frühen 18. Jahrhundert.
Die Figur schaut flussabwärts und zeige nach Grasse (1874) den Baumeister „in kauernder Stellung mit untergestemmten Armen und tief in die Augen gezogenem Mützchen“. Andere Interpretationen gehen davon aus, dass das Männchen auf einem Stuhl oder Quader sitze, was ihn als Werkmeister als zu einer der vier großen Bauhütten seiner Zeit gehörig auszeichnen würde. Er trage die Kleidung des 14. Jahrhunderts: Einen anliegenden Rock mit Knöpfen und Stutzkragen, eine Pluderhose mit Zugstiefeln und eine Mütze. Die gelockten Haare sind schulterlang.
Im Jahr 1813 wurde die Brücke gesprengt und die Figur dabei verschüttet. Für den Neubau der Brücke schuf Christian Gottlieb Kühn 1814 eine Nachbildung der Figur. Erst ein halbes Jahr, nachdem sie bereits in die Brücke eingepasst war, fand sich das beschädigte Original im Schutt wieder. Es wurde unter den Sockel der Brückenrampe in der Nähe des Italienischen Dörfchens über dem als Schleuse in die Elbe ausmündenden Kaitzbach eingemauert und verwitterte in der Folge stark. Später ließ der Besitzer von Helbigs Restaurant, das 1911 abgerissen wurde, eine Kopie anfertigen, die neben dem verwitterten Original eingemauert und mit einem Wetterdach versehen wurde. Beide Bilder waren nur schwer einsehbar und selbst von der Brücke aus nur mit Fernrohr zu erkennen.
Die Brückenplastik wurde sowohl im Zuge des Neubaus der Brücke von 1907 bis 1910 restauriert. 1967 wurde es in der heutigen Form neu geschaffen. Am Haus Kotzschweg 12 im Dresdner Stadtteil Loschwitz ist eine Kopie des (damaligen) Brückenmännchens zu sehen. Das Haus gehörte einst dem Architekten Hermann Klette (1847–1909). Das Brückenmännchen zeugt von seinem Mitwirken am (damaligen) Neubau der Augustusbrücke, die durch die Verkehrsverhältnisse notwendig wurde.

## Sprichwörtliche Verwendung
Ab der Zeit des Barock bis ins 19. Jahrhundert wurde das Brückenmännchen im Volksmund nach dem eingedeutschten Namen des (angenommenen) Baumeisters auch „Matz-Fotze“ genannt. In der Farce Hanswursts Hochzeit von Johann Wolfgang von Goethe tritt ein „Matz Fotz von Dresden“ auf.
Der Ausdruck Brückenmännchen wurde im Dresdner Sprachraum zudem sprichwörtlich verwendet, um einen Duckmäuser zu bezeichnen, so findet sich der Ausdruck in einem Brief Gaetano Chiaveris an einen Beamten. Weitere Dresdner Redewendungen, wie „Ein Brückenmännchen machen“, „Das Brückenmännchen besuchen“ oder „Vom Brückenmännchen gerufen werden“ waren noch im 19. Jahrhundert Umschreibungen für den dringend nötigen Gang zur Toilette.

## Heutige Verwendung
Das Brückenmännchen ist Namensgeber der Veranstaltungsreihe Das Brückenmännchen lädt ein im Dresdner Kulturpalast, die seit 1973 jährlich stattfand. Im Jahr 2012 endete diese Reihe zunächst, da der Kulturpalast Dresden komplett saniert wurde. Im Sommer 2016 wurde die Bühnenfigur mit ihrer Veranstaltungsreihe erneuert und wird nunmehr im Boulevardtheater Dresden aufgeführt.